# (38367) 1999 RZ162
1999 RZ162 (asteroide 38367) é um asteroide da cintura principal. Possui uma excentricidade de 0.11681830 e uma inclinação de 6.92352º.
Este asteroide foi descoberto no dia 9 de setembro de 1999 por LINEAR em Socorro.